# Arcybiskup Joaquín Company

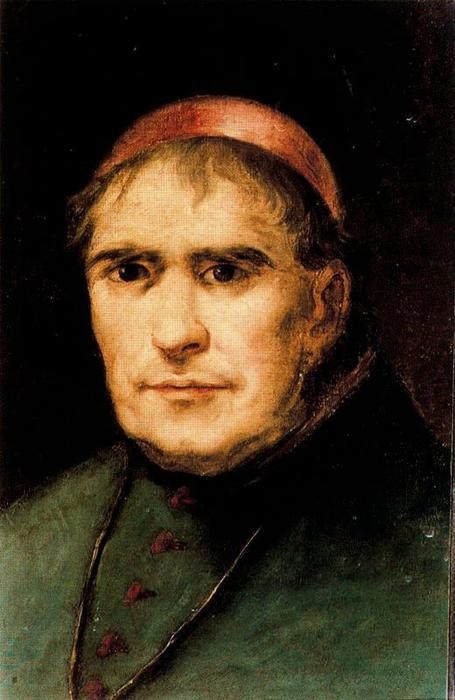
Szkic przygotowawczy do portretu lub kopia, zbiory Prado

Arcybiskup Joaquín Company (hiszp. El arzobispo Joaquín Company) – obraz olejny hiszpańskiego malarza Francisca Goi (1746–1828). Portret przedstawiający arcybiskupa Joaquína Company’ego jest eksponowany w diecezjalnym Alma Mater Museum w Saragossie.

## Okoliczności powstania
Franciszkanin Joaquín Company y Soler (1732–1813) był arcybiskupem diecezji Saragossy od 1797 do 1800, kiedy to został mianowany arcybiskupem Walencji. Otrzymał najwyższy tytuł szlachecki granda Hiszpanii I klasy, był członkiem, a później dyrektorem aragońskiego stowarzyszenia Real Sociedad Económica Aragonesa de Amigos del País. W latach 1798–1800 był prezydentem Królewskiej Akademii Sztuk Pięknych św. Łukasza w Saragossie. 
Portret został zamówiony przez Joaquína Company’ego z okazji nominacji na biskupa Walencji w sierpniu 1800. Kilka miesięcy wcześniej w 1799 Goya otrzymał awans na nadwornego malarza w stopniu primer pintor de cámara. Był to najowocniejszy okres w karierze Goi jako portrecisty. Biskup pozował malarzowi w Madrycie, a ukończony obraz wysłano do Saragossy, gdzie zajął miejsce w galerii portretów pałacu biskupiego.

## Opis obrazu
Arcybiskup został przedstawiony w całej postaci, w pozycji stojącej; korpus jest lekko obrócony, a głowa zwrócona w kierunku widza. Tło jest neutralne, panuje półmrok, przestrzeń definiują jedynie cienie rzucane na ziemię przez postać arcybiskupa. Ma na sobie sutannę, rokietę, mantolet i mucet, a na głowie piuskę. Na piersi zawieszony jest prosty krzyż. W uniesionej prawej ręce trzyma kartkę z podpisem malarza „Goya”. W prawym górnym rogu znajduje się godło rodowe z zielonym kapeluszem kardynalskim ozdobionym sznurami i chwostami.
Jest to typowy portret kościelnego hierarchy, powściągliwy i surowy w swojej inscenizacji. Efekt osiągnięty jest dzięki oszczędnym  środkom, poprzez kolor i światło, w stylu Velázqueza. Cechuje się niezwykłą przenikliwością i siłą przyciągania. Zimne, niebieskie i zielone odcienie użyte w stroju kontrastują z cieplejszymi tonami twarzy i dłoni, całość ożywiają czerwonawe plamy podszewki i piuski. Wyróżnia się sposób oddania właściwości tkaniny rokiety, jej plisy i przezroczystości.
Oprócz podpisu Goi na obrazie znajdują się dwie inskrypcje z notą biograficzną arcybiskupa. Tekst pierwszej i oryginalnej znajduje się u podstawy obrazu (w dwóch wierszach) i jest częściowo zakryty przez jego ramę. Druga inskrypcja, w dwunastu wierszach, jest doskonale widoczna, znajduje się w lewym dolnym rogu i powtarza tekst pierwszej z niewielkimi różnicami w danych biograficznych, pomija odniesienia do króla Karola IV i papieża Piusa VII.

## Inne wersje
Szkic przygotowawczy głowy arcybiskupa lub kopia nieznanego autora znajduje się w kolekcji Prado. Kopia lub replika całopostaciowego obrazu znajdowała się w sali kapitularnej kościoła św. Marcina w Walencji, lecz zaginęła lub została zniszczona w czasie hiszpańskiej wojny domowej (1936–1939). Na tej wersji arcybiskup został przedstawiony z Orderem Karola III. Według historyka sztuki Martína Sorii ten fakt sugeruje, że mogła to być kopia pędzla Agustína Esteve'a, ucznia i współpracownika Goi. W Speed Art Museum w Louisville znajduje się popiersie arcybiskupa, którego atrybucja jest wątpliwa.

## Proweniencja
Obraz został namalowany z przeznaczeniem do galerii pałacu biskupiego w Saragossie. Obecnie w pałacu mieści się diecezjalne Alma Mater Museum, w którym obraz jest eksponowany.